# Porkuni
Porkuni – wieś w Estonii, w prowincji Virumaa Zachodnia, w gminie Tapa.
W Porkuni znajduje się zamek z XV wieku.